# C/2000 C5 (SOHO)
C/2000 C5 (SOHO) — одна з довгоперіодичних параболічних комет. Ця комета була відкрита 7 лютого 2000 року; вона мала 7.5-8.0m на час відкриття.